# Ontherus howdeni
Ontherus howdeni là một loài bọ cánh cứng trong họ Bọ hung (Scarabaeidae).